# Deviloof
Deviloof (デビルーフ) (estilizado como DEVILOOF) é uma banda japonesa da cena visual kei que incorpora características do death metal e outras formas de metal extremo com elementos culturais e musicais japoneses. Foi formada no final de 2015 pelo vocalista Keisuke, o baixista Daiki e o baterista Hiroto, que na palavra dos mesmos, surgiu com a intenção de formarem "a banda mais brutal e violenta do visual kei". Atualmente é composta por Keisuke, Ray, Daiki e Kanta.

## Visão geral
Deviloof é uma banda de visual kei, formada em 12 de dezembro de 2015 pelo vocalista Keisuke, o baixista Daiki e o baterista Hiroto, estes que eram ex-membros de outro grupo chamado All Must Die. na cidade de Osaka, Japão. Acredita-se que este esteve na ativa de 2013/2014 até 2015. Os guitarristas Ryuuya e Seiya seriam recrutados mais tarde. O grupo já contou com diversas formações, porém a atual é composta pelo baixista Daiki, o vocalista Keisuke, o baterista Kanta, e o guitarrista Ray (este também fazendo os vocais de apoio).
A banda tem um estilo visual por vezes descrito como "chamativo e super agressivo", em que eles mesmos se denominaram em uma entrevista como “a banda mais violenta e extrema do Visual Kei”, que atrai a atenção não apenas do Japão, mas de todo o mundo. Em 2019, o grupo anunciou que fariam uma turnê pela Europa, graças ao lançamento de seu segundo álbum de estúdio, intitulado no ocidente como Oni. Entretanto, em consequência da pandemia de COVID-19, o grupo teve de cancelar a turnê.
O Deviloof revelou pela primeira vez o planejamento de uma turnê pela Europa em 2017. Inicialmente anunciada para ocorrer em 2018, foi depois remarcada para 2019, então remarcada novamente para 2020 e finalmente, cancelada.

## História

### Pré-Deviloof (2014)
O grupo foi formado como uma banda de deathcore com o nome de All Must Die pelo então baterista Hiroto, junto a alguns amigos de escola enquanto ele ainda estava no ensino médio. Aparentemente, eles realizavam covers de outras bandas, enquanto ocasionalmente tocavam músicas autorais. Nesta altura, nenhum membro atual do Deviloof estava em atividade com o All Must Die. Logo após, Hiroto então começou a procurar membros de outros locais fora de sua escola para integrarem a banda. No momento, o baixista Daiki afirma em entrevista que estava na universidade quando estava se perguntado se havia alguma banda de death metal procurando por um baixista, no momento que, coincidentemente, encontra com uma publicação na internet que dizia "Recrutamento de baixistas de bandas de death metal para estudantes do ensino médio." Daiki ainda afirma que mesmo sendo estudantes do ensino médio, suas performances ao vivo eram sólidas.
Depois da entrada de Daiki como baixista da All Must Die, o baterista Hiroto começou a realizar audições com candidatos para integrar as demais funções, porém, segundo Daiki, Hiroto se mostrava muito rígido, e muitos interessados foram instruídos a voltarem para casa após cometerem pequenos erros durante as audições, enquanto os membros que faziam papéis temporários na formação eram expulsos regularmente. Daiki afirma que nessa épica ele "[...]estava apenas esperando a minha vez de ser demitido[...]".
Brevemente após as buscas por novos integrantes terem começado, o atual vocalista da banda, Keisuke, entrou no estúdio após receber uma oferta dos poucos integrantes restantes da All Must Die. Diferentemente dos demais participantes e membros temporários, Keisuke se torna o vocalista principal rapidamente após realizar os testes que Hiroto impunha. A primeira música que tocaram juntos foi "Unanswered" da banda de deathcore americana Suicide Silence, afirma Daiki.
Após a entrada conclusiva de Keisuke como vocalista principal, após a adição de um vocalista de apoio, a banda All Must Die seguiu na ativa por cerca de 6 meses.
Após este período, e a influência de Keisuke, todos os integrantes compreenderam ser um "desperdício" mantê-los apenas na cena local da cidade de Osaka, e como todos os membros foram influenciados e ingressaram na música por causa do movimento japonês do visual kei, e convenientemente não havia bandas conhecidas que tocassem deathcore nesta cena, todos começaram a fazer preparativos para tornar da All Must Die, uma banda de visual kei.
Neste período provisório, entraram na formação dois guitarristas interessados na banda.
Com o nome de All Must Die, eles lançaram apenas um único single, intitulado de "Baby Dont Cry".
All Must Die foi dissolvida na primavera de 2015 e no final do ano, Deviloof foi formada.

### Formação,RuinePurge(2015–2016)
Deviloof surgiu em 2015, com Keisuke nos vocais, Seiya e Ryuuya na guitarra, Hiroto na bateria e junto a Daiki no baixo. Esta banda se difere de sua percussora, o ex-grupo de metal All Must Die, que não havia aderido ao visual kei. Então os membros decidiram torná-la uma banda deste gênero por influência de grupos visual kei, em exemplo X JAPAN e de outros grupos antigos do estilo. Em entrevista para a JRock News, o vocalista Keisuke disse: "Temos muitas bandas sênior respeitadas na cena visual kei japonesa, por exemplo, X Japan e Dir en grey. Somos japoneses e gostaríamos de segui-los."
A banda anunciou em 30 de setembro de 2015 que lançaria o seu primeiro single "Ruin", lançando também seu primeiro videoclipe para esta canção no YouTube, sendo lançado ao vivo em 6 de dezembro em Osaka, ao lado das bandas D.I.D. e By:ARLANT; ainda por cima, foi limitado a poucas cópias.
Seguindo para abril de 2016 a banda lançou mais um single intitulado Ishtar e em julho o Deviloof participou da coletânea Yougenkyou -west- Vol.3 Survive as an Innovator com a faixa "Aishite Kudasai". Em 31 agosto de 2016 também foi lançado o primeiro mini álbum do quinteto de Osaka, com 6 faixas o trabalho que foi intitulado por Purge. Este EP contou com comentários positivos; "[...] destaca-se a guitarra distorcida e os profundos vocais de Keisuke[...]" disse o portal especializado na cena JRock News sobre a faixa "syphillischancroidchlamydiaclervicitisporatozoaids".
Neste mesmo ano, o grupo ainda participou do Metal Battle Japan, que buscou a participação no maior festival de metal da Alemanha Wacken Open Air, e avançaram para a rodada final.
O guitarrista Ryuuya fez seu último show com o Deviloof em 22 de outubro de 2016, afirma que deixou a banda por diferenças musicais. Ele que em março de 2017 se juntaria ao ex-guitarrista da banda D.I.D, Issei num novo grupo, o DIMLIM.

### Visibilidade, alterações na formação eDevil´s Proof(2017–2018)
Em abril de 2017 a banda anuncia um hiato, começando após uma apresentação em maio, para se concentrar na gravação do seu próximo álbum. Além disso, revelearam que este seria gravado com seu novo guitarrista.  Em 16 de setembro o grupo retornou da pausa com uma apresentação na cidade de Tóquio e em 1 de outubro lançaram o terceiro single "ESCAPE", juntamente com o anúncio de seu primeiro álbum de estúdio: Devil's Proof.
Deviloof também distribuiu CD's ao vivo das músicas "Ruin" e "Ishtar" em uma versão karaokê. Em setembro de 2017, revelaram quem era o novo guitarrista e substituto de Ryuya: Ray, que também faria vocais de apoio.
Em 15 novembro o álbum foi lançado, contendo 11 faixas e com os singles "Escape" e “M.F.JAP". O novo logotipo também foi desenhado pelo artista gráfico Toshihiro Egawa, conhecido por ter criado diversos trabalhos artísticos para várias bandas de metal extremo, além de que a banda mudou a grafia de seu nome para DEVILOOF, em maiúsculas. O álbum alcançou a 133° posição nas paradas da Oricon Albums Chart.
Em janeiro de 2018, contaram que seu próximo single seria lançado pela 9th Records, subsidiária da Danger Crue, e produzido e mixado por Ryo do Girugamesh. Mais tarde, o título da canção foi revelado: "Kaika". Em 31 de agosto, Deviloof anuncia que Seiya (guitarra) e Hiroto (bateria) partiriam do grupo, estes quais que mais tarde, formariam uma nova banda chamada THE DESPERADO. No entanto, os membros restantes disseram que não interromperiam suas atividades e continuariam com um baterista de apoio e guitarrista de apoio para suas performances ao vivo. Já em dezembro do mesmo ano, Deviloof anuncia em sua página oficial no Facebook que após acompanharem o grupo em apresentações ao vivo, o guitarrista Aisaku e o baterista Kanta entram oficialmente na banda.

### OnieDystopia(2019–presente)
Em 9 de junho de 2019, foi lançado no Japão o segundo álbum completo intitulado em sua romanização como Oni, que apenas tempos depois seria lançado para o resto do mundo. Alcançou a 88° posição nas paradas da Oricon Albums Chart.
A primeira turnê de Deviloof na Europa chamada Beyond Proof que ocorreria em abril e maio de 2020 teve de ser cancelada devido a pandemia de COVID-19. O "Devil’s Calling/Angel’s Cry" seria lançado em 11 de março de 2020, com duas faixas que carregam o título deste single, "Devil’s Calling" e "Angel’s Cry". O single seria vendido exclusivamente para pedidos por e-mail, sem ser comercializado em lojas físicas ou em plataformas digitais. No entanto, o lançamento foi adiado após enfrentar problemas de envio pelo correio para uma data indeterminada devido a pandemia de COVID-19. Foi finalmente lançado em 22 de julho de 2020, em duas edições.
Em 8 de dezembro de 2021, foi lançado mundialmente o terceiro álbum de estúdio da banda, intitulado de Dystopia.
Em dezembro de 2022, Deviloof anunciou que estava assinando com uma grande gravadora, a Tokuma. Seu primeiro primeiro lançamento foi o EP Damned, lançado em 19 de abril de 2023. Falando sobre o EP em um vídeo, Keisuke contou que a banda estava preparando uma turnê mundial para 2023. Em julho foi anunciado que eles fariam três shows na América Latina em 2024: no dia 25 de maio no México, dia 31 no Chile e em 2 de junho no Brasil. Um show na Argentina chegou a ser anunciado mas foi cancelado, e um show no Peru foi acresentado depois.
Em 15 de setembro, o Deviloof anuncia em comunicado que o guitarrista Aisaku deixou a banda em 31 de agosto por divergências musicais.

## Estilo musical
O Deviloof tem como fortes influências bandas de visual kei japonesas como X Japan e Dir en grey e Gamma Ray, além da banda Megadeth e até mesmo Elvis Presley é uma inspiração para Keisuke. Algumas das banda sênior na cena do rock japonês influenciaram o Deviloof aderir o visual kei, e que para Keisuke, estas influências vem do seu grande respeito por X Japan e Dir en grey, que nas palavras dele "Somos japoneses e gostaríamos de segui-los."
- A estética musical do grupo é em composta por características abundantes do deathcore, brutal death metal,[3] grindcore e também power metal. O grupo era conhecido na cena underground por seus primeiros trabalhos. O seu álbum de estreia Devil's Proof conta faixas com voz limpa e composições mais melódicas começam a ganhar espaço nos trabalhos do Deviloof. No seu segundo álbum de estúdio Oni, apresentam uma estética caracterizada por temas sombrios e composições pesadas. A faixa GOUZINZANGOKU (拷訊惨獄 ) foi descrita como "[...] Uma demonstração perfeita do quanto Deviloof pode ser brutal, além de ser facilmente uma das faixas mais pesadas do álbum. [...]"[43]

Keisuke (vocalista) comentou porque eles escolheram o nome de sua banda - “'Deviloof' é uma palavra criada por nós, Deviloof significa uma omissão da prova do diabo (em inglês, Devil's Proof). Nós escolhemos isso porque leva ao pensamento de um fenômeno em que não há provas de que Satanás mostrou-se a Cristo. Isso leva a uma sensação muito misteriosa, algo além do que é fácil de entender". O vocalista também afirmou que se esfregar com uma toalha áspera ajuda a rejuvenescer sua criatividade. Já Seiya (ex guitarrista) afirmou que seu hobby é jogar jogos de tiro em primeira pessoa (FPS) e disse que "jogar jogos violentos" ajuda a "polir nossa musicalidade brutal".
Eles são frequentemente rotulados como "a banda mais brutal do visual kei" devido a seus visuais chamativos e violentos, riffs rápidos, bateria com pedais duplos, técnicas de bleast beat e vocais guturais, características típicas do brutal death metal.

## Popularidade
Deviloof ganhou certa popularidade internacional quando o YouTuber Jared Dines publicou um vídeo com elogios a banda em seu canal, em especial a música GOUZINZANGOKU no vídeo intitulado de "hilarious cringey metal memes that cured my depression 2019!! (oli sykes, fails, and more)" faixa principal de seu segundo álbum que aparece a partir do minuto 9:44. No final do ano, a banda foi ranqueada em quarto lugar no ranking de artistas visual kei da JRock News e também foi ranqueada em décimo quinto lugar no mesmo ranking de 2018.

## Membros
Membros atuais
- Keisuke (桂佑) – vocal (2015–presente)
- Ray – guitarra, vocais de apoio (2017–presente)
- Daiki (太輝) – baixo (2015–presente)
- Kanta (幹太) – bateria (2018–presente)[30]

Ex-membros
- Ryuya – Guitarra (2015–2016)

Deixou o DEVILOOF em outubro de 2016. Foi para a banda DIMLIM e saiu em agosto de 2019.
- Seiya – Guitarra (2015–2018)

Deixou a banda em outubro de 2018. Agora toca em The Desperado
- Hiroto – Bateria (2015–2018)

Deixou a banda em outubro de 2018 para tocar em The Desperado e saiu desta em setembro de 2020.
- Aisaku (愛朔) – guitarra (2018–2024)

Deixou a banda em agosto de 2024 por diferenças musicais e administrativas.

## Discografia

### Álbuns de estúdio
| Ano  | Detalhes do álbum | Posição na Oricon |
| ---- | --- | ----------------- |
| 2016 | Purge - Lançado: 31 de agosto de 2016 - Selo: Devil's Proof Records (Independente) - Formato: CD, LP, download digital           | 202               |
| 2017 | Devil's Proof - Lançado: 15 de novembro de 2017 - Selo: Devil's Proof Records (Independente) - Formato: CD, LP, download digital | 133               |
| 2019 | Oni (鬼) - Lançado: 19 de junho de 2019 - Selo: 9th Records - Formato: CD, LP, download digital                                  | 88                |
| 2021 | Dystopia - Lançado: 8 de dezembro de 2021 - Selo: 9th Records - Formato: CD, LP download digital                                 | -                 |

### Singles
| Título                      | Lançamento              |
| --------------------------- | ----------------------- |
| Ruin                        | 6 de dezembro de 2015   |
| Ishtar                      | 1 de abril de 2016      |
| Kaika (開花)                | 25 de abril de 2018     |
| Devil’s Calling/Angel’s Cry | 22 de julho de 2020     |
| Newspeak                    | 23 de abril de 2021     |
| Mob Rule                    | 24 de março de 2021     |
| Peer Presure                | 28 de novembro de 2021  |
| Damn                        | 10 de fevereiro de 2023 |
| False Self                  | 19 de abril de 2023     |
| Everything is all lies      | 20 de outubro de 2023   |
| Song For The Weak.          | 8 de janeiro de 2024    |

### Álbuns ao vivo
| Título            | Lançamento           |
| ----------------- | -------------------- |
| LIVE in JAPAN2021 | 7 de outubro de 2022 |

## Videografia
| Título                 | Ano  | Diretor                    | Álbum/EP           |
| ---------------------- | ---- | -------------------------- | ------------------ |
| Ruin                   | 2015 | Yuuka Kagohata             | Ruin               |
| SCAPE                  | 2017 | ZIPANGUworks Entertainment | Devil's Proof      |
| M.F.JAP                | 2017 | Desconhecido               | Devil's Proof      |
| 拷訊惨獄               | 2019 | Desconhecido               | Oni (鬼)           |
| Dusky-Vision           | 2019 | Desconhecido               | Oni (鬼)           |
| Newspeak               | 2021 | Chrono Kitsune             | Dystopia           |
| Peer Pressure          | 2021 | Chrono Kitsune             | Dystopia           |
| Libido                 | 2021 | Chrono Kitsune             | Dystopia           |
| Damn                   | 2023 | VAKEMONO/Chrono Kitsune    | 「DAMNED」         |
| False Self             | 2023 | VAKEMONO/Chrono Kitsune    | 「DAMNED」         |
| Everything is all lies | 2023 | VAKEMONO/Chrono Kitsune    | Song For The Weak. |
| Damn                   | 2023 | VAKEMONO/Chrono Kitsune    | Song For The Weak. |
| Song For The Weak.     | 2024 | Kazuaki Kimura             | Song For The Weak. |